# Sissi Closs
Elisabeth Sissi Closs (* 1954 in Saarbrücken) ist eine deutsche Informatikerin und Hochschullehrerin an der Hochschule Karlsruhe.

## Leben und Werk
Sissi Closs studierte zunächst bis zum Vordiplom an der Universität des Saarlandes und schloss ihr Studium dann an der Technischen Universität München als Diplom-Informatikerin ab. Seit 1997 ist sie Professorin für Informations- und Medientechnik an der Hochschule Karlsruhe. Sie prägte wesentlich die Entwicklung der technischen Dokumentation in Deutschland. 1987 gründete sie ein Dienstleistungsunternehmen für Softwaredokumentation in München, mit dem sie zu den Pionieren im DITA-Standard gehörte. 1994, 1998 und 2000 wurde sie jeweils mit Preisen der Bayerischen Staatsregierung ausgezeichnet, zweimal mit dem Total E-Quality-Prädikat, 1999 mit dem „Cosmo Award 99“ der Cosmopolitan. Nach 25 Jahren verkaufte sie 2012 die auf 75 Mitarbeiter angewachsene Comet-Firmengruppe an Semcon.
Die Fachzeitschrift Computerwoche zählte Closs 2011 zu den Top 100 der bedeutendsten Persönlichkeiten der deutschen ITK-Landschaft. Zu den Kriterien für die Aufnahme in die Liste zählten u. a. Gewicht der Stimme in der Branche, Visionärität, besondere Verdienste, individuelle fachliche Leistung und voraussichtliche künftige Rolle.

## Auszeichnungen (Auswahl)
- 2013 TUM Entrepreneur of Excellence[7]
- 2011 Top 100 der bedeutendsten Persönlichkeiten der deutschen ITK-Landschaft
- 2005: GI Fellow der Gesellschaft für Informatik[8]
- 2001 Bayerische Staatsmedaille für soziale Verdienste

## Publikationen (Auszug)
- DITA – der topic-basierte XML-Standard: ein schneller Einstieg. Springer Vieweg 2015, ISBN 978-3-658-11614-9 (eingeschränkte Vorschau)
- Single Source Publishing : modularer Content für EPUB & Co. entwickler.press 2011, ISBN 978-3-86802-078-6
- mit Thomas Zschocke: Innovative Informationsangebote mit der Klassenkonzept-Technik und DITA: Effizient in der Erstellung und optimal für die Nutzung. Springer Verlag 2017, ISBN 978-3-642-53945-9
- mit Karin Haag: INFORMIX-SQL: Sprachbeschreibung. Carl Hanser Verlag 1991, ISBN 978-3-446-16469-7
- Programmgeneratoren lex und yacc. R. Oldenbourg Verlag 1992, ISBN 978-3-486-21495-6
- mit Hans Peter Röntgen: Buchführung mit dem Personalcomputer: was Sie schon immer über Soll und Haben wissen wollten … 1990, ISBN 978-3-927994-00-3
- Richtlinie Gleichberechtigung in der Technischen Dokumentation. 1995, ISBN 978-3-923581-35-1